# Categoría Primera A 2023
Die Categoría Primera A 2023, nach dem Sponsor Liga BetPlay Dimayor genannt, war eine aus Apertura und Finalización bestehende Spielzeit der höchsten kolumbianischen Spielklasse im Fußball der Herren, die von der División Mayor del Fútbol Profesional Colombiano (DIMAYOR) ausgerichtet wurde. Die Apertura war die 96. und die Finalización ist die 97. Austragung der kolumbianischen Meisterschaft.
Die Saison begann am 24. Januar und endete am 13. Dezember 2023. Meister der Apertura wurde Millonarios und der Finalización Junior. Am Ende der Finalización stiegen Unión Magdalena und Atlético Huila nach der gewichteten Gesamttabelle der vergangenen drei Jahre ab.

## Modus
Die 20 Teams spielen in einer Ligaphase im Jeder-gegen-jeden-Turnier-Modus die Qualifikation für die Finalrunde. Die besten acht Teams spielen in zwei Vierergruppen mit Hin- und Rückspiel die beiden Finalisten aus. Der Meister wird in Hin- und Rückspiel ermittelt. Dieser Modus wird auf Apertura und Finalización angewendet. Am Ende der Finalización werden zudem zwei Absteiger anhand der Gesamttabelle der vergangegen drei Jahre ermittelt.

## Teilnehmer
Die folgenden Vereine nahmen an der Spielzeit 2023 teil.
| Mannschaft | Stadt           | Departamento    | Stadion                 |
| --- | --------------- | --------------- | ----------------------- |
| Águilas Doradas                                                                                                 | Rionegro        | Antioquia       | Alberto Grisales        |
| Alianza Petrolera                                                                                               | Barrancabermeja | Santander       | Daniel Villa Zapata     |
| América de Cali                                                                                                 | Cali            | Valle del Cauca | Pascual Guerrero        |
| Atlético Bucaramanga                                                                                            | Bucaramanga     | Santander       | Alfonso López           |
| Atlético Huila                                                                                                  | Neiva           | Huila           | Guillermo Plazas Alcid  |
| Atlético Nacional                                                                                               | Medellín        | Antioquia       | Atanasio Girardot       |
| Boyacá Chicó | Tunja           | Boyacá          | La Independencia        |
| Deportes Tolima                                                                                                 | Ibagué          | Tolima          | Manuel Murillo Toro     |
| Deportivo Cali                                                                                                  | Cali/Palmira 1  | Valle del Cauca | Deportivo Cali          |
| Deportivo Pasto                                                                                                 | Pasto           | Nariño          | Departamental Libertad  |
| Deportivo Pereira                                                                                               | Pereira         | Risaralda       | Hernán Ramírez Villegas |
| Envigado FC | Envigado        | Antioquia       | Polideportivo Sur       |
| Independiente Medellín                                                                                          | Medellín        | Antioquia       | Atanasio Girardot       |
| Independiente Santa Fe                                                                                          | Bogotá          | Bogotá D.C.     | El Campín               |
| Jaguares de Córdoba                                                                                             | Montería        | Córdoba         | Jaraguay                |
| Junior | Barranquilla    | Atlántico       | Metropolitano           |
| La Equidad | Bogotá          | Bogotá D.C.     | Metropolitano de Techo  |
| Millonarios | Bogotá          | Bogotá D.C.     | El Campín               |
| Once Caldas | Manizales       | Caldas          | Palogrande              |
| Unión Magdalena                                                                                                 | Santa Marta     | Magdalena       | Sierra Nevada           |
| 1 Deportivo Cali hat seinen Sitz in Cali, das Estadio Deportivo Cali liegt aber in der Nachbargemeinde Palmira. |                 |                 |                         |

## Apertura

### Ligaphase

#### Tabelle
| Pl.                       | Verein                 | Sp. | S  | U  | N  | Tore    | Diff. | Punkte |
| ------------------------- | ---------------------- | --- | -- | -- | -- | ------- | ----- | ------ |
| 1.                        | Águilas Doradas        | 20  | 11 | 6  | 3  | 032:210 | +11   | 39     |
| 2.                        | Millonarios FC (P)     | 20  | 10 | 8  | 2  | 030:180 | +12   | 38     |
| 3.                        | Atlético Nacional      | 20  | 9  | 8  | 3  | 026:140 | +12   | 35     |
| 4.                        | América de Cali        | 20  | 9  | 5  | 6  | 032:230 | +9    | 32     |
| 5.                        | Boyacá Chicó (N)       | 20  | 7  | 9  | 4  | 024:180 | +6    | 30     |
| 6.                        | Alianza Petrolera      | 20  | 9  | 3  | 8  | 027:220 | +5    | 30     |
| 7.                        | Independiente Medellín | 20  | 8  | 5  | 7  | 029:240 | +5    | 29     |
| 8.                        | Deportivo Pasto        | 20  | 8  | 5  | 7  | 022:210 | +1    | 29     |
| 9.                        | Atlético Junior        | 20  | 7  | 7  | 6  | 017:170 | ±0    | 28     |
| 10.                       | Independiente Santa Fe | 20  | 7  | 5  | 8  | 029:250 | +4    | 26     |
| 11.                       | La Equidad             | 20  | 5  | 11 | 4  | 020:170 | +3    | 26     |
| 12.                       | Deportivo Pereira (M)  | 20  | 6  | 7  | 7  | 024:250 | −1    | 25     |
| 13.                       | Deportes Tolima        | 20  | 5  | 9  | 6  | 023:260 | −3    | 24     |
| 14.                       | Deportivo Cali         | 20  | 5  | 8  | 7  | 020:260 | −6    | 23     |
| 15.                       | Atlético Bucaramanga   | 20  | 4  | 8  | 8  | 015:210 | −6    | 20     |
| 16.                       | Envigado FC            | 20  | 4  | 8  | 8  | 014:200 | −6    | 20     |
| 17.                       | Once Caldas            | 20  | 4  | 8  | 8  | 017:240 | −7    | 20     |
| 18.                       | Jaguares de Córdoba    | 20  | 4  | 7  | 9  | 016:260 | −10   | 19     |
| 19.                       | Unión Magdalena        | 20  | 3  | 10 | 7  | 016:300 | −14   | 19     |
| 20.                       | Atlético Huila (N)     | 20  | 5  | 3  | 12 | 020:350 | −15   | 18     |
| Stand: Ende der Ligaphase |                        |     |    |    |    |         |       |        |

| (M) | Meister Finalización 2022 |
| (P) | Pokalsieger 2022          |
| (N) | Aufsteiger                |

### Finalrunde

#### Gruppe A
| Pl.                        | Verein            | Sp. | S | U | N | Tore    | Diff. | Punkte |
| -------------------------- | ----------------- | --- | - | - | - | ------- | ----- | ------ |
| 1.                         | Atlético Nacional | 6   | 3 | 3 | 0 | 007:400 | +3    | 12     |
| 2.                         | Alianza Petrolera | 6   | 2 | 4 | 0 | 008:500 | +3    | 10     |
| 3.                         | Deportivo Pasto   | 6   | 1 | 3 | 2 | 006:500 | +1    | 06     |
| 4.                         | Águilas Doradas   | 6   | 0 | 2 | 4 | 004:110 | −7    | 02     |
| Stand: Ende der Finalrunde |                   |     |   |   |   |         |       |        |

#### Gruppe B
| Pl.                        | Verein                 | Sp. | S | U | N | Tore    | Diff. | Punkte |
| -------------------------- | ---------------------- | --- | - | - | - | ------- | ----- | ------ |
| 1.                         | Millonarios FC         | 6   | 4 | 1 | 1 | 009:600 | +3    | 13     |
| 2.                         | América de Cali        | 6   | 3 | 1 | 2 | 008:600 | +2    | 10     |
| 3.                         | Boyacá Chicó           | 6   | 2 | 2 | 2 | 006:600 | ±0    | 08     |
| 4.                         | Independiente Medellín | 6   | 0 | 2 | 4 | 003:800 | −5    | 02     |
| Stand: Ende der Finalrunde |                        |     |   |   |   |         |       |        |

#### Finale
Das Hinspiel wurde am 21. im Estadio Atanasio Girardot, das Rückspiel am 24. Juni 2023 im Estadio El Campín ausgetragen.
|                   | Gesamt          |             | Hinspiel | Rückspiel |
| ----------------- | --------------- | ----------- | -------- | --------- |
| Atlético Nacional | 1:1 (2:3 i. E.) | Millonarios | 0:0      | 1:1       |

Mit dem Erfolg im Elfmeterschießen gewannen Millonarios zum 16. Mal kolumbianischer Meister

## Finalización

### Ligaphase

#### Tabelle
| Pl.                       | Verein                 | Sp. | S  | U  | N  | Tore    | Diff. | Punkte |
| ------------------------- | ---------------------- | --- | -- | -- | -- | ------- | ----- | ------ |
| 1.                        | Águilas Doradas        | 20  | 12 | 8  | 0  | 035:120 | +23   | 44     |
| 2.                        | Independiente Medellín | 20  | 10 | 9  | 1  | 030:150 | +15   | 39     |
| 3.                        | América de Cali        | 20  | 10 | 7  | 3  | 035:190 | +16   | 37     |
| 4.                        | Deportes Tolima        | 20  | 11 | 4  | 5  | 023:170 | +6    | 37     |
| 5.                        | Atlético Nacional      | 20  | 10 | 3  | 7  | 033:210 | +12   | 33     |
| 6.                        | Atlético Junior        | 20  | 8  | 6  | 6  | 029:170 | +12   | 30     |
| 7.                        | Millonarios FC (M, P)  | 20  | 8  | 6  | 6  | 021:200 | +1    | 30     |
| 8.                        | Deportivo Cali         | 20  | 7  | 7  | 6  | 025:250 | ±0    | 28     |
| 9.                        | Alianza Petrolera      | 20  | 8  | 4  | 8  | 018:240 | −6    | 28     |
| 10.                       | La Equidad             | 20  | 5  | 11 | 4  | 019:200 | −1    | 26     |
| 11.                       | Atlético Bucaramanga   | 20  | 7  | 5  | 8  | 020:220 | −2    | 26     |
| 12.                       | Deportivo Pasto        | 20  | 6  | 7  | 7  | 016:200 | −4    | 25     |
| 13.                       | Independiente Santa Fe | 20  | 6  | 6  | 8  | 021:290 | −8    | 24     |
| 14.                       | Once Caldas            | 20  | 5  | 7  | 8  | 021:220 | −1    | 22     |
| 15.                       | Unión Magdalena        | 20  | 5  | 7  | 8  | 021:320 | −11   | 22     |
| 16.                       | Atlético Huila (N)     | 20  | 4  | 7  | 9  | 018:220 | −4    | 19     |
| 17.                       | Deportivo Pereira      | 20  | 5  | 4  | 11 | 019:280 | −9    | 19     |
| 18.                       | Boyacá Chicó (N)       | 20  | 3  | 10 | 7  | 015:260 | −11   | 19     |
| 19.                       | Jaguares de Córdoba    | 20  | 3  | 5  | 12 | 007:210 | −14   | 14     |
| 20.                       | Envigado FC            | 20  | 2  | 7  | 11 | 018:320 | −14   | 13     |
| Stand: Ende der Ligaphase |                        |     |    |    |    |         |       |        |

| (M) | Meister Apertura 2023 |
| (P) | Pokalsieger 2022      |
| (N) | Aufsteiger            |

### Finalrunde

#### Gruppe A
| Pl. | Verein          | Sp. | S | U | N | Tore    | Diff. | Punkte |
| --- | --------------- | --- | - | - | - | ------- | ----- | ------ |
| 1.  | Atlético Junior | 6   | 4 | 1 | 1 | 014:700 | +7    | 13     |
| 2.  | Deportes Tolima | 6   | 4 | 0 | 2 | 015:800 | +7    | 12     |
| 3.  | Águilas Doradas | 6   | 2 | 2 | 2 | 007:100 | −3    | 08     |
| 4.  | Deportivo Cali  | 6   | 0 | 1 | 5 | 004:150 | −11   | 01     |

#### Gruppe B
| Pl. | Verein                 | Sp. | S | U | N | Tore    | Diff. | Punkte |
| --- | ---------------------- | --- | - | - | - | ------- | ----- | ------ |
| 1.  | Independiente Medellín | 6   | 5 | 0 | 1 | 013:500 | +8    | 15     |
| 2.  | Millonarios FC         | 6   | 3 | 0 | 3 | 005:500 | ±0    | 09     |
| 3.  | Atlético Nacional      | 6   | 3 | 0 | 3 | 004:800 | −4    | 09     |
| 4.  | América de Cali        | 6   | 1 | 0 | 5 | 004:800 | −4    | 03     |

#### Finale
Das Hinspiel wurde am 10. im Estadio Metropolitano Roberto Meléndez, das Rückspiel am 13. Dezember 2023 im Estadio Atanasio Girardot ausgetragen.
|                 | Gesamt          |                        | Hinspiel | Rückspiel |
| --------------- | --------------- | ---------------------- | -------- | --------- |
| Atlético Junior | 4:4 (5:3 i. E.) | Independiente Medellín | 3:2      | 1:2       |

Mit dem Erfolg im Elfmeterschießen gewannen Atlético Junior zum 10. Mal kolumbianischer Meister